# Eois lunatissima
Eois lunatissima là một loài bướm đêm trong họ Geometridae.